# Porky's Garden
Porky's Garden är en tecknad kortfilm från 1937 i serien Looney Tunes regisserad av Tex Avery med Pelle Pigg i huvudrollen.

## Handling
I den lilla staden Podunk Center ska det hållas en tävling, den största egenodlade produkten ska vinna pris. Pelle Pigg odlar grönsaker medan hans granne håller sig med hönor. Grannen försöker göda hönorna med speciell mat, men hönorna gillar inte smaken och äter inte av den. Pelle sprutar sina grönsaker med ett speciellt medel, och grönsakerna växer då snabbt. Grannen ser detta och låter hönorna gå in i Pelles trädgård och äta av grönsakerna. Snart ser Pelle att hönorna äter hans grönsaker och säger åt grannen att få bort sina hönor.
Grannen låtsas försöka få hönorna att sluta äta grönsakerna, de fortsätter äta och grannen går därifrån. Det verkar som om hönorna har ätit alla stora grönsaker, men så ser Pelle att det finns en stor pumpa som hönorna inte har ätit, och han springer med den till tävlingen medan han försöker se till att den inte blir uppäten eller skadad på något vis. Tävlingen hålls i en utställning, och i utställningen visar en handlare piller som får djur att krympa. Han råkar spilla några piller som hönorna äter upp. Längre bort ska prissumman delas ut, det verkar som om Pelles granne ska vinna för sina stora hönor, men så krymper de så små att de blir till ägg, och det blir Pelle som vinner till slut.

## Om filmen
Filmen är ursprungligen producerad i svartvitt, men har även förekommit i två kolorerade versioner, en handkolorerad från 1967 och en digitalt kolorerad från 1992.